# Sulpice Sévère
Pour les articles homonymes, voir Saint Sulpice.
Saint Sulpice Sévère (Sulpicius Severus), né en Aquitaine vers 361 et décédé au cours du premier quart du Ve siècle, est un chroniqueur et un ecclésiastique de langue latine.

## Biographie
Les détails de sa vie nous sont principalement connus par sa correspondance avec Paulin de Nole et par la notice de Gennade de Marseille. Issu d'une riche famille sénatoriale bordelaise, il devint avocat à Bordeaux, séjourna à Toulouse et à Elusa, près de Carcassonne. Après la mort de sa femme, vers 392, Paulin l'aurait convaincu de se retirer, en ascète, aux environs de Biterrae (Béziers) ; vers 409, il aurait vécu dans un couvent de Marseille. Gennade de Marseille donne à entendre qu'il a été ordonné prêtre et qu'il fut vers 395 disciple de saint Martin de Tours, dont il rédige une hagiographie, la Vita Sancti Martini (Vie de saint Martin). Il serait mort en 410 ou en 429.
Il est fêté par l'Église catholique le 29 janvier.

## Œuvres
Sulpice Sévère est auteur d'une Vie de saint Martin. Ouvrage écrit en 397, juste avant la mort de Martin de Tours, son maître. Cette vie, critiquée dès sa publication par des proches de Martin, pour l'importance excessive accordée au miraculeux, est complétée de trois lettres. Celles-ci défendent la figure de Martin, également contestée dans l'épiscopat gaulois pour sa proximité avec le priscillianisme, et racontent la mort et la translation de Martin. La vie de saint Martin devient rapidement très célèbre dans toute la Méditerranée et le culte de Martin connaît un développement presque sans égal durant la période médiévale.
En 403/404, Sulpice Sévère complète son œuvre hagiographique en rédigeant Gallus ou Dialogues sur les vertus de Saint Martin. Cette mise en scène d'une discussion entre Sulpice Sévère, Postumien (un martinien revenu d'Égypte) et Gallus (fervent disciple gaulois de Martin) allonge la liste des miracles de Martin de Tours et conclut sur la supériorité de Martin sur tous les autres saints, y compris les Égyptiens. Dans cet ouvrage polémique, Sulpice Sévère fustige les détracteurs de Martin.
Enfin, Sulpice Sévère a rédigé une chronique appelée aussi l'Histoire sacrée, en deux livres (Chronicorum Libri duo ou Historia sacra), qui s'étend de la création du monde à l'an 385 avec l'exécution de Priscillien. La rédaction de l'ouvrage a commencé quinze ans après les faits, en 400, et s'achève à la fin de l'année 403. Cet ouvrage constitue une source importante sur l'affrontement entre l'arianisme et le priscillianisme en Gaule.
Des éditions scientifiques, traduites en français et richement annotées sont disponibles pour ces trois ouvrages dans la collection Sources chrétiennes, publiée par les éditions du Cerf.
- Jacques Fontaine, Vie de saint Martin, Paris, Sources chrétiennes, 1967-1969, en 3 volumes (2 de commentaires)
- Jacques Fontaine, Gallus - Dialogues sur les vertus de saint Martin, Paris, Sources chrétiennes, 2006
- Ghislaine de Senneville-Grave, Chroniques, Paris, Sources chrétiennes - Cerf, 1999

Autres éditions : 
- Sulpicii Severi opera Ad Mss. codices emendata, notisque, observationibus et dissertationibus illustrata, studio et labore Hieronymi de Prato veronensis Congregationis Oratorii ejusdem Civitatis Presbyteri, Vérone, 1741-54, 2 vol. in-4°.
- Œuvres de Sulpice Sévère : La Chronique (livres 1 et 2) et les lettres : texte latin et traduction française, 1848.
- (la) Vie de saint Martin [« De vita Beati Martini liber unus »], vol. 20, Patrologie Latine, 1845, (lire en ligne).
- Saint Martin, Récits de Sulpice Sévère mis en français (trad. Paul Monceaux), Paris, Payot, 1926, 292 p.
- Dialogi, Palerme, 1969.
- Chronica, Paris, 1896-1899, 2 vol.
- Epistulae 1 & 2, vol. 1 : Sulpici Severi libri qui supersunt, Vienne, Corpus Scriptorum Ecclesiasticorum Latinorum, 1866, p. 219-250.

L'Histoire littéraire de la France lui consacre un chapitre.